# Rosa von der Osten-Hildebrandt

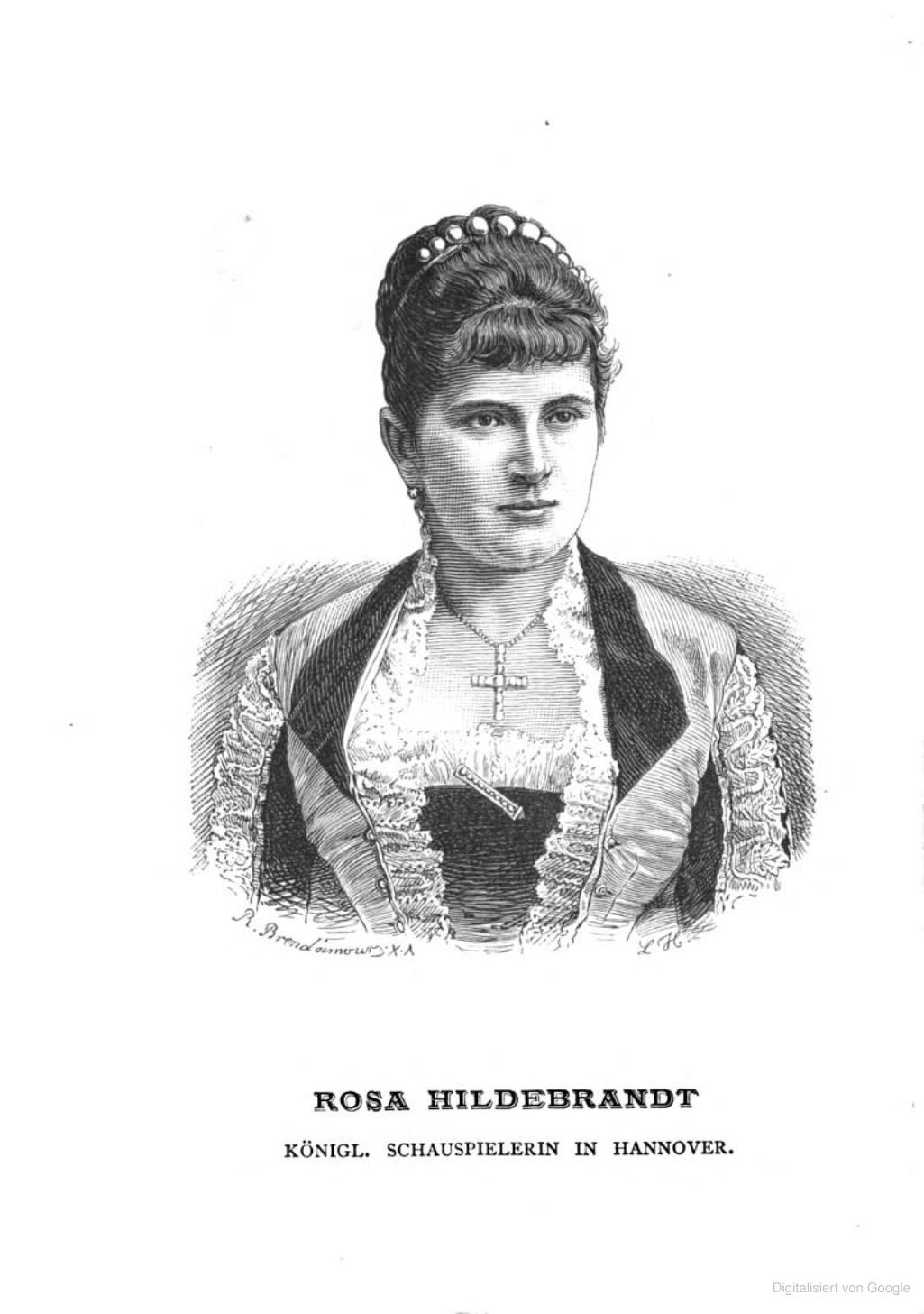
Rosa von der Osten-Hildebrandt (1850–1911)

Rosa von der Osten-Hildebrandt geborene Hildebrandt (* 27. Oktober 1850 in Braunschweig; † 8. Juli 1911 in Dresden) war eine königlich sächsische Hofschauspielerin.

## Leben
Die Tochter eines Oberpackhofkommissars sollte als Jugendliche zur Ausbildung in ein Pensionat geschickt werde. Stattdessen wandte sie sich an den Regisseur des Braunschweiger Hoftheaters Carl Schultes, um sich im Schauspiel ausbilden zu lassen. Dieser nahm sich ihrer an und vermittelte sie 1866 an das Hoftheater nach Berlin. Dort hatte sie wenig zu tun und so wechselte sie nach Lübeck und dann nach Elberfeld. Sie spielte die „Debora“ in Jungfrau von Orleans und die „Elisabeth“ in Esser. Sie kam nach Hannover, wo sich nun Albrecht Marcks (1827–1892) ihrer annahm. Sie blieb hier zwölf Jahre und wurde eine viel gepriesene Schauspielerin. Sie kehrte nach Berlin zurück, zunächst an das Deutsche Theater, dann an das Berliner Theater. 1881 ging sie ans Leipziger Stadttheater. Von hier kam sie nach Dresden, wo sie königlich sächsische Hofschauspielerin wurde.

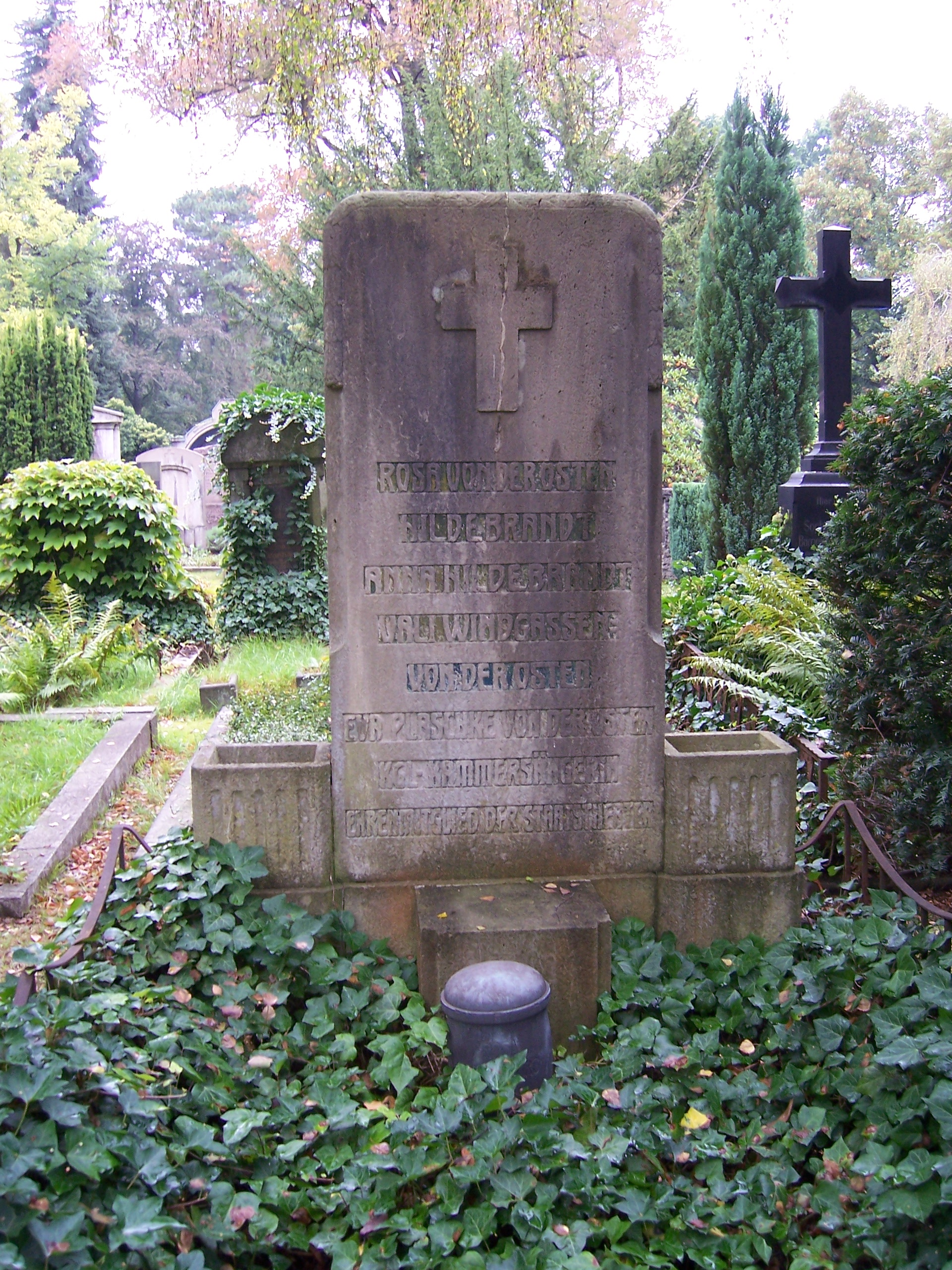
Familiengrab von der Osten-Hildebrand in Dresden

Ihre letzte Ruhestätte fand sie auf dem Johannisfriedhof in Dresden-Tolkewitz.

## Familie
Hildebrandt heiratete den Heldendarsteller Emil von der Osten. Das Paar hatte mehrere Kinder, die ebenfalls zur Bühne gingen:
- Eva (* 19. August 1881; † 5. Mai 1936), Sängerin ⚭ Friedrich Plaschke (1875–1952), Bariton
- Vali  (* 29. November 1882; † 15. August 1923), Sängerin ⚭ Fritz Windgassen (1883–1963)
- Susanne (Susi) (* 29. Mai 1884; † nach 1923), Schauspielerin[2] ⚭ Armin Seydelmann (1872–1946)[3]

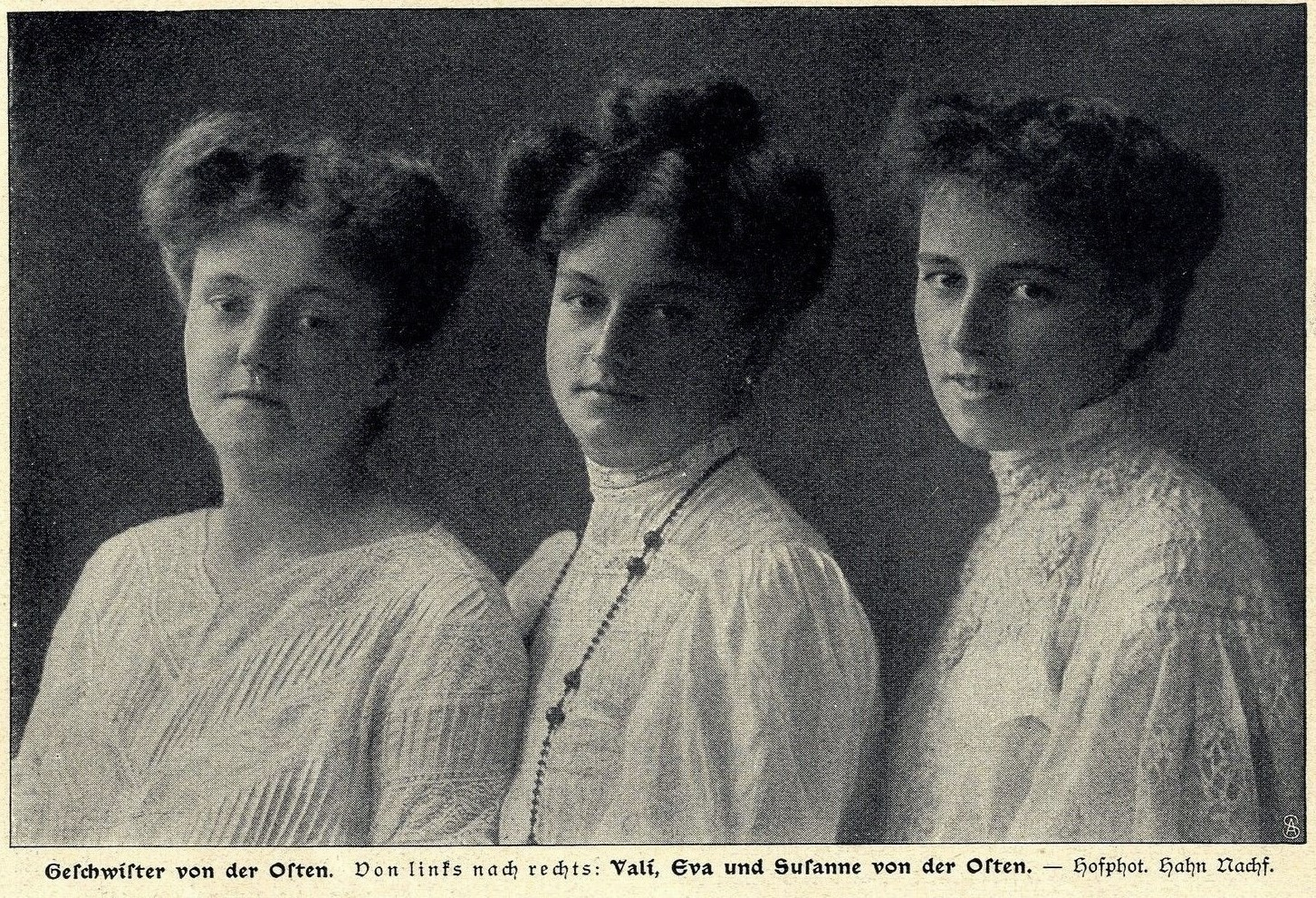
Geschwister von der Osten